# Tokutoshi Torii
Tokutoshi Torii (Toyokawa, 1947) es un arquitecto y escritor japonés. Catedrático de la Universidad de Kanagawa, ha residido en España durante diez años, estudiando la arquitectura española, especialmente la obra de Antoni Gaudí, del que se ha convertido en uno de los principales especialistas a nivel internacional. Autor de numerosos estudios sobre el arquitecto modernista, entre los que destaca El mundo enigmático de Gaudí (Madrid, 1983).

## Libros publicados
- El mundo enigmático de Gaudí, Madrid; Instituto de España, 1983 (2 vols.) ISBN 84-85559-30-4
- Antonio Gaudí (La vida de Gaudí), Tokio; Kajimashuppankai, 1985 ISBN 4-306-05197-8
- La arquitectura de Gaudí (“Gaudí no kenchiku”), Tokio; Kajimashuppankai, 1987 ISBN 4-306-04214-6
- El pensamiento de Gaudí (“Gaudí no nanatsu no syuchoo”), Tokio; 1990 ISBN 4-306-06107-8
- Gaudí, su arquitectuera y su mundo histórico, Tokio; Chuokoronbijutsu-Shuppan, 2000　ISBN 4-8055-0368-8
- Los orígenes de la arquitectura gaudiana, Tokio; Kajimashuppankai, 2001 ISBN 4-306-04418-1
- Gaudí, sus escritos y palabras completos, Tokio; Chuokoronbijutsu-Shuppan, 2007　ISBN 978-4-8055-0554-0

## Obras
- Torre Zizou de Hatagaya, Tokio 1971-73
- Interpretación del proyecto gaudiano de Tánger 1981-82
- Proyecto para la Casa de España, Tokio 1984
- Hotel Asahiya, Tsukuba (Ibaragi) 1986-87 (MUGITO Architects)
- Proyecto de un rascacielos (Sinkong Life Insurance Group Headquarters), Taipéi 1986-87 (KMG *Architects & Engineers)
- Embajada de Taiwán, Tokio 1987-89 (KMG *Architects & Engineers)
- Casa Golf, Campo de Golf de Uchihara, Ibaragi 1989-90 (KMG *Architects & Engineers)
- Hotel Takatsu, Tsukuba (Ibaragi) 1989-90 (MUGITO Architects)
- Casa Golf, Campo de Golf de Higashi-Chiba, Chiba 1990-93 (KMG *Architects & Engineers)
- Casa Golf, Campo de Golf de Tong Hwa, Taipéi 1990-93 (KMG *Architects & Engineers)
- Casa Golf, Campo de Golf de Kouzaki, Chiba 1992-93 (KMG *Architects & Engineers)
- Taiwan Cement Corporation Building, Taipéi 1991-97 (KMG *Architects & Engineers)
- Cathay Financial Center Building, Taipéi 1995-97 (KMG *Architects & Engineers)

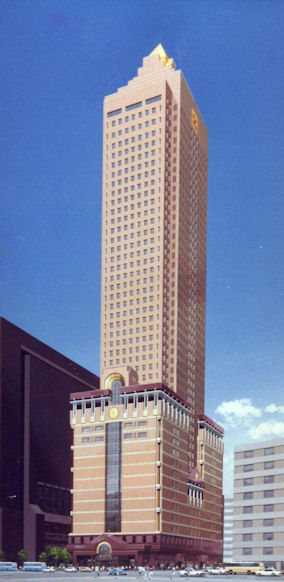
Proyecto de un rascacielos para Taipéi.

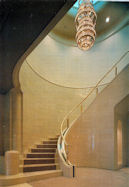
Tokio, Embajada de Taiwán 1987-89.

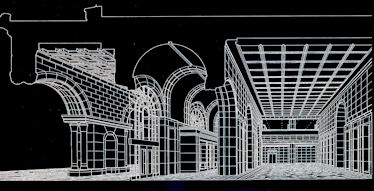
Cathay Finacial Center Building 1995-97, Hall.

| Gaudi: Proyecto de Tanger 1892-93. | Gaudi: Proyecto de Tanger 1892-93.      | Gaudi: Proyecto de Tanger 1892-93.          | Gaudi: Proyecto de Tanger 1892-93. |
| ---------------------------------- | --------------------------------------- | ------------------------------------------- | ---------------------------------- |
|                                    |                                         |                                             |                                    |
| Alzado original de Gaudí.          | Sección interpretada por Torii 1981-82. | Planta baja interpretada por Torii 1981-82. |                                    |

|                             |                        |
| Casa de España, Tokio 1984. | Hotel Takatsu 1989-90. |

|                                             |                                                |
| Campo de Golf de Uchihara, Ibaragi 1989-90. | Campo de Golf de Higashi-Chiba, Chiba 1990-93. |

|          |           |
| Fachada. | Vesíbulo. |